# 大伴書持
大伴 書持（おおとも の ふみもち）は、奈良時代の貴族・歌人。姓は宿禰。大伴旅人の子で、大伴家持の弟。

## 生涯
史書などには事績は見られず（よって、官位も不明）、『万葉集』に収められた歌で、その生涯を知ることができる。
最古の和歌は、天平10年8月20日（738年10月7日）に、橘奈良麻呂が集宴を開催した時のものである。
翌年には、兄家持の妾の死を悼む和歌に唱和して、歌を詠んでいる。
また、天平12年12月9日（740年12月31日）には、天平2年（730年）に大宰帥であった父、旅人の梅の花の宴の歌に想像で追和したという6首を詠んでいる、天平13年4月2日（741年5月20日）には、恭仁京に滞在中の兄家持あてに奈良の邸宅から霍公鳥（ほととぎす）を詠んだ歌を贈っている。
ほかにも、ほととぎすを詠んだ歌2首や、紅葉を詠んだ歌がある。
天平18年9月25日（746年）に、兄の家持が「長逝せる弟を哀傷（かなし）ぶる歌一首、并（あわ）せて短歌」を詠んでいるので、この年に亡くなったものと思われる。その長歌の序によると
とあり、
と記されている。
つづく反歌は、以下のようなものである。
当時、家持は越中守であり、弟の臨終に立ち会うことはできなかった。